# Estádio Metropolitano de Mérida
O Estadio Olímpico Metropolitano de Mérida é um estádio multi-esportivo localizado na cidade de Mérida, na Venezuela, construído para abrigar partidas da Copa América 2007 e anteriormente dos Jogos Nacionais da Venezuela. É também a casa do Estudiantes de Mérida Fútbol Club

## História
A construção do estádio iniciou-se em 2005 quando ficou decidido que a cidade de Mérida seria uma das sedes dos Jogos Nacionais da Venezuela e da Copa América em 2007. 165 após o início das obras, o estádio foi usado provisoriamente para a inauguração dos Jogos Nacionais com uma tribuna construída e outras duas menores provisórias, com capacidade máxima de 16.000 espectadores. Após os Jogos as obras no estádio foram retomadas a fim de abrigar a Copa América em junho de 2007.